# Gutenberg (Stiria)
Gutenberg è un comune austriaco di 1 636 abitanti nel distretto di Weiz, in Stiria. È stato creato il 1º gennaio 2015 dalla fusione dei precedenti comuni di Gutenberg an der Raabklamm e Stenzengreith; capoluogo comunale è Kleinsemmering.